# Richard McClure
Pour les articles homonymes, voir McClure.
Richard McClure, né le 20 janvier 1935 à Regina et mort le 10 mai 2024, est un rameur canadien. Il participe aux Jeux olympiques d'été de 1956 dans l'épreuve du huit et remporte la médaille d'argent.

## Palmarès

### Jeux olympiques
- Jeux olympiques de 1956 à Melbourne,  Australie
  -  Médaille d'argent.